# Nataša Bokal
Nataša Bokal (ur. 9 maja 1967 w Škofjej Loce) – słoweńska narciarka alpejska reprezentująca także Jugosławię, wicemistrzyni świata.

## Kariera
Pierwsze punkty w zawodach Pucharu Świata wywalczyła 9 stycznia 1990 roku w Hinterstoder, zajmując szóste miejsce w slalomie. Na podium zawodów tego cyklu po raz pierwszy stanęła nieco ponad rok później, 11 stycznia 1991 roku w Kranjskiej Gorze, kończąc rywalizację w gigancie na drugiej pozycji. W zawodach tych rozdzieliła na podium Szwajcarkę Vreni Schneider i Austriaczkę Petrę Kronberger. W kolejnych startach jeszcze dwa razy stawała na podium zawodów pucharowych: 12 stycznia 1991 roku w tej samej miejscowości wygrała slalom, a 29 grudnia 1999 roku w Lienzu była druga w tej konkurencji. Najlepsze wyniki osiągnęła w sezonie 1990/1991, kiedy zajęła 19. miejsce w klasyfikacji generalnej, a w klasyfikacji giganta była ósma.
Największy sukces w karierze osiągnęła w 1991 roku, kiedy podczas mistrzostw świata w Saalbach wywalczyła srebrny medal w slalomie. Uplasowała się tam między Vreni Schneider i Austriaczką Ingrid Salvenmoser. Był to jej jedyny medal wywalczony na międzynarodowej imprezie tej rangi. Była też między innymi dziesiąta w slalomie na mistrzostwach świata w Sierra Nevada w 1996 roku. W 1992 roku wzięła udział w igrzyskach olimpijskich w Albertville, gdzie jej najlepszym wynikiem było siódme miejsce w kombinacji. W rozgrywanym parę dni później slalomie Bokal po pierwszym przejeździe zajmowała czwarte miejsce, tracąc do prowadzącej Julie Parisien z USA 0,40 sekundy. Drugiego przejazdu jednak nie ukończyła i ostatecznie nie była klasyfikowana. Podczas igrzysk w Nagano w 1998 roku była jedenasta w slalomie i dwudziesta w gigancie. Brała też udział w igrzyskach olimpijskich w Salt Lake City w 2002 roku, gdzie rywalizację w slalomie ukończyła na dziewiątej pozycji.
W 2003 roku zakończyła karierę.

## Osiągnięcia

### Igrzyska olimpijskie
| Miejsce | Dzień     | Rok  | Miejscowość    | Konkurencja | Czas biegu | Strata     | Zwyciężczyni       |
| ------- | --------- | ---- | -------------- | ----------- | ---------- | ---------- | ------------------ |
| 7.      | 13 lutego | 1992 | Albertville    | Kombinacja  | 2,55 pkt   | +40,05 pkt | Petra Kronberger   |
| 32.     | 18 lutego | 1992 | Albertville    | Supergigant | 1:21,22    | +6,20      | Deborah Compagnoni |
| 13.     | 19 lutego | 1992 | Albertville    | Gigant      | 2:12,74    | +2,90      | Pernilla Wiberg    |
| DNF2    | 20 lutego | 1992 | Albertville    | Slalom      | 1:32,68    | -          | Petra Kronberger   |
| 11.     | 19 lutego | 1998 | Nagano         | Slalom      | 1:32,40    | +3,19      | Hilde Gerg         |
| 20.     | 20 lutego | 1998 | Nagano         | Gigant      | 2:50,59    | +7,87      | Deborah Compagnoni |
| 9.      | 20 lutego | 2002 | Salt Lake City | Slalom      | 1:46,10    | +3,84      | Janica Kostelić    |

### Mistrzostwa świata
| Miejsce | Dzień     | Rok  | Miejscowość   | Konkurencja | Czas biegu | Strata | Zwyciężczyni          |
| ------- | --------- | ---- | ------------- | ----------- | ---------- | ------ | --------------------- |
| 2.      | 1 lutego  | 1991 | Saalbach      | Slalom      | 1:25,90    | +0,16  | Vreni Schneider       |
| 12.     | 2 lutego  | 1991 | Saalbach      | Gigant      | 2:07,45    | +2,12  | Pernilla Wiberg       |
| DNS2    | 22 lutego | 1996 | Sierra Nevada | Gigant      | 2:10,74    | -      | Deborah Compagnoni    |
| 10.     | 24 lutego | 1996 | Sierra Nevada | Slalom      | 1:31,46    | +2,06  | Pernilla Wiberg       |
| DNF2    | 5 lutego  | 1997 | Sestriere     | Slalom      | 1:43,88    | -      | Deborah Compagnoni    |
| 18.     | 9 lutego  | 1997 | Sestriere     | Gigant      | 2:39,19    | +6,92  | Deborah Compagnoni    |
| 20.     | 11 lutego | 1999 | Vail          | Gigant      | 2:08,54    | +3,68  | Alexandra Meissnitzer |
| 13.     | 13 lutego | 1999 | Vail          | Slalom      | 1:33,97    | +1,74  | Zali Steggall         |

### Puchar Świata

#### Klasyfikacje końcowe sezonu
- sezon 1989/1990: 38.
- sezon 1990/1991: 19.
- sezon 1991/1992: 27.
- sezon 1992/1993: 58.
- sezon 1993/1994: 88.
- sezon 1994/1995: 87.
- sezon 1995/1996: 49.
- sezon 1996/1997: 50.
- sezon 1997/1998: 63.
- sezon 1998/1999: 40.
- sezon 1999/2000: 37.
- sezon 2000/2001: 101.
- sezon 2001/2002: 82.
- sezon 2002/2003: 100.

#### Miejsca na podium w zawodach
1. Kranjska Gora – 11 stycznia 1991 (gigant) – 2. miejsce
2. Kranjska Gora – 12 stycznia 1991 (slalom) – 1. miejsce
3. Lienz – 29 grudnia 1999 (slalom) – 2. miejsce